# Małgorzata Bartyzel
Małgorzata Maria Bartyzel z domu Feja (ur. 12 listopada 1955 w Łodzi, zm. 23 lipca 2016 tamże) – polska dziennikarka, teatrolog, animator kultury, polityk, posłanka na Sejm V kadencji.

## Życiorys
W 1978 uzyskała magisterium na Wydziale Filologicznym Uniwersytetu Łódzkiego w zakresie polonistyki. W 1991 uzyskała stopień doktora nauk humanistycznych.
W okresie studiów zaangażowała się w działalność opozycyjną (m.in. w 1975 brała udział w akcji zbierania podpisów przeciwko zmianom w Konstytucji PRL). W 1979 uczestniczyła w powstaniu Ruchu Młodej Polski. W latach 80. działała w NSZZ „Solidarność”. W okresie od 1980 do 1981 pracowała w zarządzie Regionu Ziemia Łódzka NSZZ „Solidarność”, w redakcji „Solidarności Ziemi Łódzkiej”, zaś od 1981 kierowała łódzkim oddziałem Biura Informacji Prasowej (BIPS) „Solidarności”. Za działalność opozycyjną była wielokrotnie represjonowana, m.in. w sierpniu 1980 została zatrzymana, a następnie przetrzymywana w areszcie domowym, zaś od 13 grudnia 1981 do 22 lipca 1982 była internowana w związku z wprowadzeniem stanu wojennego. Po zwolnieniu kontynuowała działalność opozycyjną, kierowała podziemnym łódzkim BIPS, organizowała wydawnictwa drugiego obiegu. Przez kilka lat pozbawiona była możliwości podjęcia legalnej pracy. W 1987 została zatrudniona jako wykładowca w Policealnym Studium Kulturalno-Oświatowym o profilu teatralnym w Kaliszu.
W latach 1990–1991 kierowała działem społeczno-kulturalnym „Dziennika Łódzkiego”. Od 1992 do 1993 była kierownikiem i redaktorem naczelnym łódzkiego oddziału pisma „Nowy Świat”. W latach 1994–1996 pracowała jako redaktor naczelny miesięcznika „Ty i Szkoła”. Od 1997 do 2002 była zastępcą redaktora naczelnego miesięcznika „Aspekt Polski”. W latach 1998–2002 zajmowała stanowisko prorektora Wyższej Szkoły Sztuki i Projektowania w Łodzi. W 2002 była pełnomocnikiem ds. kultury w zespole doradców prezydenta Łodzi, a w 2003 pełniła obowiązki dyrektora Wydziału Kultury Urzędu Miasta Łodzi. Od 2003 do 2005 kierowała Wydziałem Kultury Urzędu Miasta Stołecznego Warszawy dla Dzielnicy Wilanów. W latach 2003–2005 wykładała w Wyższej Szkole Humanistyczno-Ekonomicznej w Łodzi oraz w Wyższej Szkole Finansów i Zarządzania w Warszawie.
W latach 1998–2002 była radną rady miejskiej Łodzi z listy Akcji Wyborczej Solidarność, zasiadała m.in. w komisji kultury i komisji edukacji.
W latach 2001–2002 przewodniczyła łódzkiemu kołu Przymierza Prawicy, zaś od 2002 do 2007 była członkinią Prawa i Sprawiedliwości. Zasiadała w radzie politycznej tej partii. Z listy PiS w wyborach parlamentarnych w 2001 bez powodzenia kandydowała do Sejmu, zaś w wyborach w 2005 została wybrana na posła V kadencji w okręgu łódzkim. Podczas prac nad projektem zmiany Konstytucji wchodziła w skład komisji nadzwyczajnej. W 2007 współtworzyła Prawicę Rzeczypospolitej. W przedterminowych wyborach parlamentarnych w 2007 bezskutecznie ubiegała się o mandat senatora z ramienia komitetu Marka Jurka.
Od 1991 działała w Katolickim Stowarzyszeniu Dziennikarzy. W latach 1992–2000 kierowała oddziałem łódzkim i zasiadała w zarządzie głównym KSD, zaś od 2001 pełni funkcję prezesa zarządu głównego KSD. Działa w Związku Artystów Scen Polskich. Zasiadała w jego radzie artystyczno-programowej i zarządzie, przewodniczy sekcji krytyków teatralnych. W latach 1999–2003 była sekretarzem Rady Programowej Radia Łódź. Od 2001 należy do Konferencji Mediów Polskich. W 2002 została powołana w skład Rady Konsultacyjnej ds. Mediów przy Narodowej Radzie Integracji Europejskiej.
Przed 1989 publikowała w prasie opozycyjnej i podziemnej, w „Bratniaku”, „Polityce Polskiej”, „Solidarności Narodu”, „Poezji”, „Ładzie”, „Powściągliwości i Pracy”, „Tygodniku Solidarność”, „Solidarności Ziemi Łódzkiej”, „Młodej Polsce” oraz „Przedświcie”. W 2005 wydała książkę Sztuka i naród w wielkim teatrze świata.

## Odznaczenia
W 2008 została odznaczona przez prezydenta Lecha Kaczyńskiego Krzyżem Kawalerskim Orderu Odrodzenia Polski. Prezydent Andrzej Duda odznaczył ją pośmiertnie Krzyżem Oficerskim tego orderu (2016) oraz Krzyżem Wolności i Solidarności (2017). W 2002 otrzymała odznakę honorową „Zasłużony dla Kultury Polskiej”.

## Życie prywatne
Córka Teofila i Haliny. Była żoną profesora Jacka Bartyzela, miała syna Jacka.
29 lipca 2016 została pochowana na cmentarzu Doły w Łodzi w alei zasłużonych.